# Direktbank
Eine Direktbank ist eine Bank, die keine Filialen betreibt und rein über das Internet mit ihren Kunden agiert.
Sie stellen das Gegenmodell zu den klassischen Filialbanken dar. Spezialform der Direktbanken sind Neobanken, die aus dem Finanztechnologie-Sektor (Fintech) stammen und sich noch stärker von traditionellen Banken abheben.

## Allgemeines
Der wesentliche Unterschied zwischen Direktbanken und Filialbanken ist die Art der Kontaktaufnahme zwischen den Banken und ihren Kunden. Dabei sind drei Kontaktformen zu unterscheiden. Ein persönlicher Kontakt findet durch ein persönliches Gespräch zwischen Bankmitarbeiter und Bankkunden statt (etwa Finanzberatung, Anlageberatung), ein semipersönlicher Kontakt erfolgt durch Telefon/Handy, ein unpersönlicher Kontakt liegt bei Brief, Telefax, E-Mail oder Electronic Banking vor. Semipersönlicher oder unpersönlicher Kontakt findet durch Fernkommunikationsmittel statt; Direktbanken stellen Kontakte zu ihren Kunden ausschließlich auf dem Wege der Fernkommunikation her. Die Nutzung dieses Vertriebswegs heißt Direct Banking, welches ebenso von Filialbanken betrieben werden kann. Filialbanken bieten zwar Online Banking an, doch ist bei ihnen für die Anlage- und Kreditberatung ein persönlicher Kontakt möglich.
Die Deutsche Bundesbank führt Direktbanken in ihrer Bankenstatistik im Aggregat „Regionalbanken und sonstige Kreditinstitute“. Sie rechnet Direktbanken damit zu den Universalbanken, während ein Teil der Fachliteratur sie als Spezialbanken ansieht. Sie sind jedoch Universalbanken, weil sie den Privathaushalten meist mehrere, hoch standardisierte und einfach strukturierte Bankgeschäfte anbieten. Dazu gehören Geldanlage (Tages-, Termingeld, Spareinlage), Zahlungsverkehr und Girokonto, Kreditkarten, Konsumkredite, Dispositionskredite, aber auch Wertpapiergeschäft (englisch „discount brokerage“).
Die Deutsche Bundesbank widmete den Direktbanken im Mai 2006 einen Artikel im Monatsbericht, wonach sie damals einen Marktanteil von 1,5 % – gemessen an der Bilanzsumme – im gesamten Kreditwesen aufwiesen. Im Jahre 2000 lag ihr Marktanteil noch lediglich bei 0,7 %. Einen überdurchschnittlichen Marktanteil erzielten sie 2006 mit 4,6 % im Passivgeschäft. Insgesamt folgert die Bundesbank, dass mit der Direktbank ein Banktyp an Bedeutung gewonnen habe, der ein selektives Geschäftsmodell insbesondere im Einlagen- und Kreditgeschäft mit privaten Haushalten verfolge. In den Folgejahren beschleunigte sich ihr Wachstum, so dass ihr Marktanteil im Jahre 2014 bei 11,5 % lag.

## Rechtsfragen
Direktbanken sind Kreditinstitute im Sinne des § 1 Abs. 1 KWG, da sie mindestens ein Bankgeschäft betreiben. Das KWG verwendet den Begriff „Direktbanken“ nicht, weil es für die Klassifizierung als Kreditinstitut auf das Betreiben von Bankgeschäften abstellt. Für das Electronic Banking gelten die im Juli 1995 in Kraft getretenen „Grundsätze ordnungsgemäßer DV-gestützter Buchführungssysteme“. Nach § 312b Abs. 1 Nr. 3 BGB gelten die von Verbrauchern mit Direktbanken über Fernkommunikationsmittel getätigten Bankgeschäfte als nicht in Geschäftsräumen abgeschlossene Verträge, bei denen dem Verbraucher gemäß § 312g Abs. 1 BGB ein Widerrufsrecht nach § 355 BGB zusteht.

## Geschichte
Als weltweit erste Direktbank gilt die im Oktober 1965 gegründete Bank für Spareinlagen und Vermögensbildung in Frankfurt, die später in Allgemeine Deutsche Direktbank AG umfirmierte und das Vorläuferinstitut der heutigen Direktbank ING-DiBa ist. Deren Kontaktmedium bestand seit 1965 in der Briefkorrespondenz mit ihren Kunden. Homebanking auf Basis des Bildschirmtextes (BTX) (englisch videotext) bot im September 1981 erstmals die Continental National Bank of Florida an; dieses Kontaktmedium zu Banken nahm in den USA einen rasanten Verlauf. Als die damalige Deutsche Bundespost im September 1985 BTX einführte, nutzte die Post dieses neue Medium im Postscheckverkehr. Die Citibank übertrug ihre amerikanischen Erfahrungen mit Telefonbanking im Mai 1989 auf Deutschland über die Kundenkreditbank. Es folgten mit Servicetelefonen die Postbank (1992) und die Hypovereinsbank (1993). Discount Brokerage begann im Januar 1994 durch die Direkt Anlage Bank (DAB Bank). Als erste „virtuelle Bank“ ohne Geschäftsräume erhielt im Oktober 1995 die Security First Network Bank (SFNB) in den USA eine Banklizenz und konzentrierte sich auf das Internet. Im April 1999 ging mit der Netbank die erste reine Internet-Bank Deutschlands und Europas in Betrieb. Inzwischen vergrößerte sich das Netz der deutschen Direktbanken durch weitere Eröffnungen.
Um eine Kontoeröffnung schnell und unabhängig vom Sitz der Bank durchführen zu können, wurde im Oktober 1996 das Postidentverfahren eingeführt, so dass der neue Kunde nicht mehr persönlich in der Bank erscheinen muss. Damit war auch die letzte persönliche Kontakterfordernis entfallen. Einige Direktbanken vereinfachten die Kontoeröffnung durch das Videoident-Verfahren, das im Oktober 2014 erstmals eingeführt wurde. Hierdurch erfolgt auch die Identitätsprüfung online über eine Webcam.
In den Jahren 2020 bis 2022 führten zahlreiche Direktbanken in Deutschland Mindestgeldeingänge für ihre Girokonten ein, um diese weiterhin kostenlos nutzen zu können – darunter die ING-DiBa, 1822direkt, Norisbank, Consorsbank, comdirect und Deutsche Kreditbank. Die Einführung markierte eine Abkehr vom bedingungslosen kostenlosen Girokonto im Direktbanksektor.

## Bankbetriebliche Aspekte
In der bankbetrieblichen Literatur werden die Begriffe Direktbank, Homebanking, Direct Banking und Telefonbanking häufig als Synonyme verwendet. Viele der Direktbanken sind meist Tochtergesellschaften eines Bankkonzerns. Direktbanken weisen gegenüber vergleichbaren Filialbanken deutliche Kostenvorteile auf, die deren Wettbewerbsfähigkeit verbessern. Hauptgrund ist eine geringere Personalkapazität, da kein Personal für Beratungstätigkeit benötigt wird und deshalb lediglich etwa 1/3 des Personals einer Filialbank erforderlich ist. Das rasche Wachstum der Direktbanken ermöglichte den Einsatz kostengünstiger Callcenter. Direktbanken verursachen mithin geringere Personalkosten und weisen auch eine niedrigere Personalintensität auf. Fehlende Schalterräume führen wiederum zu niedrigeren Materialkosten (Betriebs- und Geschäftsausstattung, Büromaterial) und zu einem günstigeren Cost-Income-Ratio. Resultat ist in der Bankkalkulation, dass Bankleistungen zu niedrigeren Selbstkosten produziert und dem Kunden in Form günstigerer Bankgebühren oder Zinsen weitergegeben werden können.

## Einlagensicherung
Direktbanken unterliegen – wie alle Kreditinstitute – einer gesetzlichen Einlagensicherung, die zunächst durch das Einlagensicherungs- und Anlegerentschädigungsgesetz erfolgte und seit Mai 2015 durch das Einlagensicherungsgesetz (EinSiG) stattfindet. Danach sind sie gemäß § 1 EinSiG verpflichtet, eine Mitgliedschaft in einer gesetzlichen Entschädigungseinrichtung sicherzustellen. Dazu gehören auch Zweigstellen im Inland, die von Unternehmen mit Sitz im Ausland unterhalten werden (Auslandsbanken). Ohne diese Mitgliedschaft in einem Bankenverband erhalten auch Direktbanken keine Banklizenz durch die Bundesanstalt für Finanzdienstleistungsaufsicht (BaFin).

## Direktbanken (Auswahl)

### Direktbanken in Deutschland
Größte Direktbanken in Deutschland sind Stand 2024 die ING-DiBa (9,9 Millionen Kunden), gefolgt von Deutsche Kreditbank (5,8 Millionen) und der comdirect (2,9 Millionen).
Liste von Direktbanken und deren Konzernzugehörigkeit (Auswahl)
- 1822direkt (Frankfurter Sparkasse)
- Bank of Scotland
- Barclays Bank (österreichische BAWAG)
- C24 Bank (Check24)
- comdirect (Commerzbank)
- Consorsbank (französische BNP Paribas)
- Deutsche Kreditbank (Bayerische Landesbank)
- Edekabank (Edeka-Gruppe)
- EthikBank (Volksbank Eisenberg)
- GLS Bank
- ING-DiBa (niederländische ING Groep)
- Mercedes-Benz Bank (Mercedes-Benz Group)
- MLP SE (MLP SE)
- N26
- Norisbank (Deutsche Bank)
- Openbank (spanische Banco Santander)
- SWK Bank
- Trade Republic
- Triodos Bank (niederländische Triodos Bank)
- Umweltbank
- Volkswagen Bank (Volkswagen AG)

Mit der BBBank ist eine bundesweit tätige Bank am Markt vertreten, die mit 72 Geschäftsstellen einen Mittelweg zwischen einer Direktbank und einer Filialbank beschreitet. Außerdem sind mit den zwölf PSD Banken rechtlich eigenständige genossenschaftliche Direktbanken regional vertreten, die gemeinsam das gesamte Bundesgebiet bedienen. Mit insgesamt 60 Geschäftsstellen vertritt die PSD-Bankengruppe ebenfalls einen Mittelweg. Direktbanken mit Spezialisierung auf Börsengeschäfte sind u. a. Flatexdegiro Bank, GENO Broker (DZ Bank), und S Broker.

### Direktbanken in Österreich
Gemessen an der Kundenzahl sind Stand 2024 die größten Direktbanken in Österreich: easybank (1,3 Mio. Kunden) und flatex.at (300.000).
Liste von Direktbanken und deren Konzernzugehörigkeit
- bankdirekt.at (Tochter der Raiffeisenlandesbank Oberösterreich)
- Bankhaus Denzel
- DenizBank AG (Tochter der Denizbank)
- easybank (Tochter der BAWAG)
- flatex.at (Tochter der Flatexdegiro)
- generalibank.at (Bank der Generali Gruppe Österreich)
- George (ein Produkt der Erste Bank)
- LiveBANK (Tochter der Volksbank Wien)
- DADAT (eine Marke der Schelhammer Capital Bank)

### Direktbank in der Schweiz
- Swissquote
- Yuh (Joint Venture von Swissquote und Postfinance)